# Bigi Poika
Bigi Poika (em Língua caribe Akarani) é um subúrbio, em que fica a cidade de mesmo nome, localizado no bairro do Para no Suriname, entre os rios Saramacca e Coesewijne, e é habitada por caraíbas governar com as formas tradicionais de autoridade indígena. Com o Capitão Charles Arumjo uma cabeça em setembro de 2001, que também era diretor da "Associação de Chefes de Aldeias indígenas" do Suriname.